# パペットマペットのサイエンスでしょ!?
パペットマペットのサイエンスでしょ!? はテレビ神奈川で放送されていたバラエティー番組。略称は「パペサイ」。
放送期間は2004年12月5日 - 2008年9月28日。毎回、身のまわりのふしぎなことを科学を通して徹底解明する番組であった。

## 出演者
- パペットマペット
- 尾辻舞（通称「オッツー」）
番組内で食べ物が出るとパペットマペットに代わって試食役を務めた。その際、食べっぷりがいいことで視聴者から評判になった。また、パペットマペットの「後ろの人はいない」ものだという際の切り返しがうまい。
- 福田麻衣（パペサイガール・通称「マイマイ」）2007年10月より取材担当になった。
- 緒方文興（番組のナレーションを担当）

### 過去の出演者
- 実験隊長＝川村浩之ディレクター
番組ディレクターにして出演者。スタジオ外の実験や会社取材に行っていた。
- 内田弘理学博士（通称「ウッチー」）

## 放送時間
- テレビ神奈川(tvk)  毎週日曜11:00 - 11:30
- 群馬テレビ(GTV)  毎週水曜17:30 - 18:00
- 鹿児島読売テレビ(KYT)  毎週月曜16:23 - 16:53
- 北海道テレビ(HTB) 毎週土曜6:05 - 6:30 （途中で打ち切り）
- 岐阜放送(GBS) 毎週火曜19:00 - 19:29

## コーナー
- コント
パペットマペットがその日のテーマに合わせた数十秒程度のコントを行う。

- 今週のテーマ
その日のテーマを紹介、そのテーマがどういったものなのかを検証する。大抵の場合は「紙芝居」形式で、テーマを題材にした昔話をオッツーが語り、テーマに則したクイズが行われる（回答ボタンが用意される。回答者はオッツー・うしくん・カエルくんの三人）。マイマイがテーマに関連した会社などに取材に行くこともある。また、フリートークに近い展開になることもあった。

- そこんとこどーなの？
パペットマペットが疑問に思ったことを解決するコーナー。この番組の本題ともいえる。タイトルコールはうしくんが担当。マイマイの取材内容もVTRでながれる。

- まとめ
カエルくんによるテーマ内容のまとめコーナー。俳句や川柳のように「5･7･5」の形式で作られる。しかし、内容は科学とは無関係なオチになっている事が多い。また、オッツーの番組内での発言などをネタにしたものも多い。
※例1：『おっつーは たこやきたべに しんおうさか』（新幹線の回で、オッツーが「新幹線よく乗りますよ。お好み焼きとかたこ焼き食べに大阪まで行きますから」と言ったことから。）
※例2：『おつじてき でんじゆうどう BH』（オッツーが電磁誘導＝IHをBHと間違えたことから。）

- おたより
はがきやファックス、メールで番組に寄せられた視聴者からのメッセージを紹介。中にはテーマとして提案・採用されたものもあった。
(「じゃがいも」の回はこのコーナーがきっかけで生まれた。)

## 過去のコーナー
- 田中さんを捜せ！
サラリーマンからノーベル賞を受賞した「田中さん」の後を受けるような、科学に携わる若い人材を紹介する。主に県下の中高生がインタビュー対象になっているので各学校でロケが行われた。
（以前は「自分が夢に見る科学で実現したらいい夢」を子供たちに聞くコーナーだった。）

- MADE IN KANAGAWA
神奈川県の科学と関係する企業を紹介するコーナー。番組ホームページから応募ができた。

## DVD
- いずれもポニーキャニオンから販売されている。
  - 「パペットマペットのサイエンスでしょ!?1」（2006年8月18日）
  - 「パペットマペットのサイエンスでしょ!?2」（2007年8月17日）
  - 「パペットマペットのサイエンスでしょ!?3」（2008年8月20日）
  - 「パペットマペットのサイエンスでしょ!?ファイナル」（2009年1月21日）